# Bataille de Fort Bisland
Guerre de Sécession
Batailles
Première campagne de Bayou Teche
- Fort Bisland
- Irish Bend
- Vermillion Bayou

La bataille de Fort Bisland s'est déroulée lors de la guerre de Sécession entre le major général de l'Union Nathaniel P. Banks et le major général confédéré Richard Taylor pendant les opérations de Banks dans la région du Bayou Teche en Louisiane méridionale.

## Prélude
Quand Banks est nommé en tant que commandant du XIX Army Corps, Département du Golfe, le 16 décembre 1862, il reçoit l'ordre de coordonner une attaque contre le bastion confédéré de Port Hudson pendant que le général Ulysses S. Grant se met en marche contre Vicksburg. Banks fait les préparations pour cette campagne, mais il connaît les difficultés auxquelles s'attendre pour y aller. En premier, la région de la Nouvelle Orléans, est marécageuse, remplie de marais et la maladie sera endémique. Il y a un autre obstacle sur le chemin de Banks, la petite armée de Louisiane occidentale du général Richard Taylor.
Banks formule un plan a plan qui placerait le XIX Corps à Alexandria, sécurisant la région du bayou Teche qui fournit du fourrage naturel et du ravitaillement non utilisé. Il établirait des dépôts de ravitaillement le long du chemin et pourrait partir d'Alexandria vers Port Hudson. Néanmoins, le mouvement rapide qu'il espère est ralenti par la petite armée de Taylor lors d'une série d'attaques, commençant avec la bataille de fort Bisland, situé dans la paroisse St. Mary, Louisiane.

## Bataille
Lorsque Banks quitte la Nouvelle Orléans, il prévoit de capturer la totalité du l'armée de Taylor. Le 9 avril 1863, deux divisions du XIX corps traversent Berwick Bay à partir de Brashear City (aujourd'hui Morgan City, Louisiane) vers la rive ouest à Berwick. Le 11 avril 1863, Banks commence sa progression pour de bon. Taylor est bien informé de l'avancée de Banks en raison des reconnaissances réussies de la cavalerie commandée par le brigadier général Thomas Green. Green prend en filature l'armée de Banks et rapporte à Taylor chaque détail des manœuvres de l'armée de l'Union.
Le 12 avril 1863, Banks envoie une troisième division, sous le commandement du brigadier général Cuvier Grover, en amont de la rivière Atchafalaya pour débarquer sur l'arrière de Franklin, dans l'intention d'intercepter la retraite confédérée de fort Bisland ou de contourner la position ennemie. Le général Taylor envoie une partie de la cavalerie de Green sur le front pour déterminer la force de l'ennemi et ralentir sa progression. Il envoie aussi les troupes sous le commandement du brigadier général Alfred Mouton pour entraver la progression de la division de Grover. Tard dans la journée, les troupes de l'Union du brigadier général William H. Emory arrivent et se mettent en ligne de bataille devant les défenses du fort Bisland. Un barrage d'artillerie survient entre les deux camps jusqu'à la nuit où les fédéraux reculent pour établir un campement pour la nuit.
Vers 9 heures du matin le 13 avril 1863, les forces de l'Union avance de nouveau contre le fort Bisland. Banks a trois brigades positionnées au sud du bayou Teche. Les brigades sont déployées avec Godfrey Weitzel sur la gauche, Halbert E. Paine (en) sur la droite (accroché au Bayou Teche) avec Timothy Ingraham en soutien. Au sud de Teche, l'« Arizona Brigade » commandée par le brigadier général Henry Hopkins Sibley fait face aux forces de l'Union au sud de Teche. Au nord du bayou Teche, la brigade de l'Union d'Oliver P. Gooding fait face à la brigade confédérée de Mouton.
Les combats ne commencent pas avant 11 heures du matin et se poursuivent jusqu'à la nuit tombante. En plus des forces confédérées installées dans les ouvrages, la canonnière Diana, qui a été capturée et est maintenant dans les mains des confédérés, bombarde les troupes de l'Union. Des canonnières U.S. rejoignent la mêlée tard dans l'après-midi.
En début de soirée, les tirs s'arrêtent. Plus tard dans la nuit, Taylor apprend que la division de l'Union qui a remonté l'Atchafalaya et débarqué sur ses arrières est maintenant en position pour couper la retraite confédérée. Taylor commence à évacuer le ravitaillement, les hommes et les armes, ne laissant qu'une petite force pour ralentir l'ennemi. Le lendemain matin, Banks et ses hommes trouvent le fort abandonné.

## Conséquences
Le fort Bisland était la seule fortification qui pouvait entraver cette offensive de l'Union, et il est tombé. Banks poursuit sa marche dans le bayou Teche après cette première bataille vers son objectif ultime Alexandria, Louisiane.
Taylor ralentira encore Banks quelques jours plus tard lors de la bataille d'Irish Bend.

## Forces en présence

### Union
Armée du Golfe - major général Nathaniel P. Banks
- 1st Division - brigadier général Christopher C. Augur
  - 2nd Brigade - brigadier général Godfrey Weitzel
- 3rd Division - brigadier général William H. Emory
  - 1st Brigade - colonel Timothy Ingraham
  - 2nd Brigade - brigadier général Halbert E. Paine
  - 3rd Brigade - colonel Oliver P. Gooding
    - 175th New York Infantry Regiment
- Reserve Artillery - colonel James W. McMillan

### Confédération
District de Louisiane occidentale - Major général Richard Taylor
- Mouton's Brigade - brigadier général Jean Jacques Alfred Alexander Mouton
  - 18th Louisiana Infantry Regiment - Colonel Armand
  - 28th Louisiana Infantry Regiment - Colonel Henry Gray
  - 24th Louisiana Infantry Regiment (Crescent Regiment) - Colonel Bosworth
  - 10th Louisiana Infantry Bataillon (Yellow Jacket Bataillon) - Lieutenant Colonel Fournet
  - 12th Louisiana Infantry Bataillon (Clack's Bataillon / Confederate Guard Response Bataillon)
  - Pelican Battery - Captain Faries
  - Cornay's Battery - Lieutenant Gordy
  - Semmes' Battery - Lieutenant Barnes
- Sibley's Brigade - brigadier général Henry Hopkins Sibley
  - 4th Texas Cavalry Regiment - Colonel James Reily
  - 5th Texas Cavalry Regiment - Colonel Thomas Green
  - 7th Texas Cavalry Regiment - Colonel Arthur Bagby
  - 13th Texas Cavalry Bataillon (Waller's Bataillon)
  - Valverde Battery - Captain Sayer
- Unattached
  - 2nd Louisiana Cavalery Regiment - Colonel Vincent